# Belisana scharffi
Belisana scharffi là một loài nhện trong họ Pholcidae. Loài này được phát hiện ở Thái Lan.